# Proyecto de Estatuto Vasco-Navarro

La Ikurriña estuvo presente en la asamblea de Estella del 14 de junio de 1931, que dio el sobrenombre al estatuto.

El Proyecto de Estatuto Vasco-Navarro fue un proyecto de Estatuto de Autonomía conjunto para las provincias de Álava, Guipúzcoa, Navarra y Vizcaya que se elaboró en la década de 1930 durante la Segunda República Española. El primer proyecto de Estatuto vasco-navarro es conocido como el Estatuto de Estella y el segundo como Estatuto de las Gestoras.
El llamado Estatuto de Estella se elaboró sobre un primer borrador de la Sociedad de Estudios Vascos que la asamblea de alcaldes vasco-navarros celebrada el 14 de junio de 1931 en Estella aprobó antes de que las Cortes Constituyentes hubiesen aprobado la Constitución, con mayoría de carlistas y nacionalistas vascos. El proyecto reservaba a la futura región autónoma las relaciones con la Iglesia católica, pues asumía la posibilidad de celebrar un Concordato con la Santa Sede. Esta cláusula llevó al político socialista Indalecio Prieto a manifestar que lo que se quería era establecer un Gibraltar vaticanista. Posteriormente se realizó un segundo proyecto, conocido como Estatuto de las Gestoras, en el que desaparecía esta posibilidad, y que Navarra finalmente no aprobó. El Estatuto de las Gestoras constituyó la base de discusión del Estatuto de Autonomía del País Vasco de 1936 aprobado en plena guerra civil española solo para las Vascongadas.

## Evolución

### El Estatuto de Estella
Nada más proclamarse la Segunda República Española se iniciaron reclamaciones desde distintos ámbitos para la realización de un estatuto de autonomía. Se realizaron consultas en 582 ayuntamientos con un apoyo al mismo del 83,30 %. Se nombró una comisión permanente de alcaldes (Sangüesa, Guecho, Azpeitia y Llodio) que confió su redacción a la Sociedad de Estudios Vascos. 
Algunos tradicionalistas vascos y navarros aprovecharon la ocasión para reiterar su compromiso con la restauración foral, declarando el 21 de abril en San Sebastián que:

«Manifestamos que lo que entendemos por nuestras libertades y por el reconocimiento de nuestra personalidad es la derogación expresa y solemne, por parte del Gobierno de la Nación Española, de todas las disposiciones abolitorias de nuestros Fueros y el restablecimiento conforme a fuero de los organismos peculiares del País; es decir, Juntas Generales en Vizcaya y Guipúzcoa, Hermandades en Álava y Cortes en Navarra, para que sean estas organizaciones propias las que rijan y gobiernen nuestra vida interna, sin intromisiones ni injerencias extrañas, ampliando, rectificando o amoldando el fuero, según las necesidades de los tiempos y siempre conforme a la voluntad del pueblo, voluntad manifestada por los antes citados organismos forales».

Por su parte, la Gestora provincial de Navarra designó una ponencia el 13 de mayo encargada de redactar dos anteproyectos: uno Vasco-navarro (que incluía a las cuatro provincias) y otro para Navarra sola, y la Constitución política interior de Navarra.
La Comisión de la Sociedad de Estudios Vascos presentó el 31 de mayo de 1931 un Estatuto General del Estado Vasco en el que declara un Estado Vasco autónomo dentro de la totalidad del Estado español formado por las cuatro provincias españolas y cuyo nombre sería Euzkadi. En él el gobierno central tendría plena autoridad en cuestiones internacionales, comunicaciones, moneda, derecho mercantil y penal, relaciones Iglesia-Estado, elecciones nacionales y fuerzas armadas en general. El gobierno vasco quedaría con plena autoridad en los demás asuntos y en la administración de los demás dentro de sus fronteras, incluyendo policía y fuerzas armadas (llamadas milicias vascas).
El 7 de junio el PNV aceptó este proyecto con algunas objeciones, ya que la jurisdicción sobre las relaciones con la Iglesia quedaba en manos del gobierno español. Socialistas, los distintos partidos republicanos y carlistas también lo apoyaban, aunque todos con sus propias reservas. El resultado fue que 480 de los 520 municipios de las cuatro provincias daban su apoyo inicial al proyecto.
Se convocó para el 14 de junio, en Pamplona, una asamblea general de ayuntamientos para discutir el proyecto, trasladándose la asamblea a Estella por coincidir con un mitin de propaganda del Bloque Católico-Fuerista en el que aún no estaba el PNV. En la asamblea se discutió punto por punto el proyecto, siendo aprobado por las 427 corporaciones existentes con una importante modificación: garantizaba la completa autonomía en las relaciones entre el Estado Vasco y la Santa Sede, y el derecho a negociar su propio concordato con la Santa Sede. Se trataba de las conocidas como enmiendas de Estella. De los 220 ayuntamientos navarros presentados, 200 apoyaron el Estatuto vasconavarro (89,93% de la población). A raíz de la asamblea, el bloque navarro negoció la incorporación del PNV. Esta asamblea dio el sobrenombre a este estatuto, siendo conocido como Estatuto de Estella. 
La comisión de la Gestora de la Diputación de Navarra entregó el 15 de junio los tres proyectos, readaptando el texto de la Sociedad de Estudios Vascos. En el prólogo al pueblo navarro recomendaban el apoyo al estatuto único para las cuatro provincias, porque "sólo ventajas pueden deducirse de esa creación del Estado Vasco-Navarro"
Para el 13 de julio la Gestora de la Diputación Foral de Navarra prescindió de esta asamblea de Estella y convocó a otra asamblea general de ayuntamientos reunida en Pamplona. No se llegó a la votación por considerar algunos que los textos merecían más detenido estudio. Se fueron realizando asambleas comarcales en las cinco merindades. Todas optaron por el estatuto único. El 10 de agosto de 1931 fueron sometidos a votación los Estatutos Vasco-Navarro y Navarro con los siguientes resultados:
| Estatuto vasco-navarro | 200 | 314.740 | 89,83  |
| Ningún estatuto        | 15  | 30.290  | 8,64   |
| Estatuto navarro       | 3   | 2.802   | 0,80   |
| Autonomía regional     | 2   | 2.561   | 0,63   |
| Total                  | 220 | 350.393 | 100,00 |

La inclusión de las enmiendas de Estella fue sometida a votación por la tarde, siendo aprobadas por el 59,2 % de la población representada. El 22 de septiembre una delegación de 420 alcaldes (de ellos 156 navarros) se desplazó a Madrid, entregando el proyecto de estatuto a Niceto Alcalá Zamora, presidente del Gobierno provisional. El 25 y 26 de septiembre se debatió en comisión en las Cortes, donde se decidió que el artículo sobre las relaciones Iglesia-Estado sería anticonstitucional, por lo que fue rechazado en su totalidad.

### El «Estatuto de las Gestoras»
El 9 de diciembre quedó aprobada la Constitución de la Segunda República española, de carácter laicista y que reservaba al Estado español las relaciones con la Santa Sede. En ella se separaban Iglesia y Estado, se disolvían las órdenes religiosas que impusieran un voto adicional de obediencia a autoridades distintas a la estatal (en clara referencia a la Compañía de Jesús) y se le prohibía a las órdenes religiosas el ejercicio de la enseñanza, por lo que el primer proyecto resultaba anticonstitucional. 
El rechazo al Estatuto forzó al reinicio del proceso autonómico, el cual, de acuerdo con la legislación aprobada por las Cortes Españolas, debía ser dirigido por las gestoras de las diputaciones provinciales. Las cuatro gestoras se reunieron en Bilbao el 15 de diciembre y designaron una nueva comisión gestora de las cuatro provincias para redactar un nuevo Estatuto acorde con la Constitución, que se presentó oficialmente en junio de 1932. En este nuevo Estatuto no se menciona el Estado Vasco, sino una unidad autónoma político-administrativa dentro del Estado español que se llama País Vasconavarro en castellano y Euzkadi en euskera. De acuerdo con la legislación, cada provincia debería aprobar, en asamblea de los municipios, si quería unirse a un estatuto conjunto o gozar de un estatuto provincial.
El nuevo documento no fue apoyado por los carlistas, aunque su dirección declaró que sus miembros deberían votar según su conciencia individual. Mientras muchos carlistas lo tachaban de antifuerista, el PNV contestaba diciendo que el auténtico fuero no se ajusta a la voluntad de los que viven en el pasado, sino a la de los que viven en el día de hoy.
En la asamblea del 31 de enero de 1932, el resultado fue positivo, pero tanto la actitud de Comunión Tradicionalista, que dejó libertad de voto a sus miembros, como la de un importante sector de la izquierda navarra, encabezado por Emilio Azarola, que se oponía al estatuto conjunto, llevó a que hasta un total de 69 ayuntamientos de 229 se opusieran al estatuto conjunto. Más aún, Azarola consiguió aprobar una enmienda que especificaba que se requeriría un porcentaje de dos tercios del cuerpo electoral para la aprobación del estatuto conjunto en Navarra, tanto de los ayuntamientos que debían aprobarlo antes de someter el proyecto de estatuto a plebiscito (que debían representar a los dos tercios citados de población), como de los votantes que debía aprobarlo definitivamente. Los resultados de la asamblea fueron los siguientes:
| Estatuto vasco-navarro | 160 | 209.479 | 64,46  |
| Ningún estatuto        | 21  | 66.553  | 20,48  |
| Estatuto navarro       | 36  | 28.891  | 8,89   |
| Autonomía regional     | 12  | 20.044  | 6,17   |
| Total                  | 229 | 324.967 | 100,00 |

Publicado el nuevo anteproyecto el 21 de abril, se previó su votación para el 22 de mayo pero se tuvo que retrasar al 19 de junio.

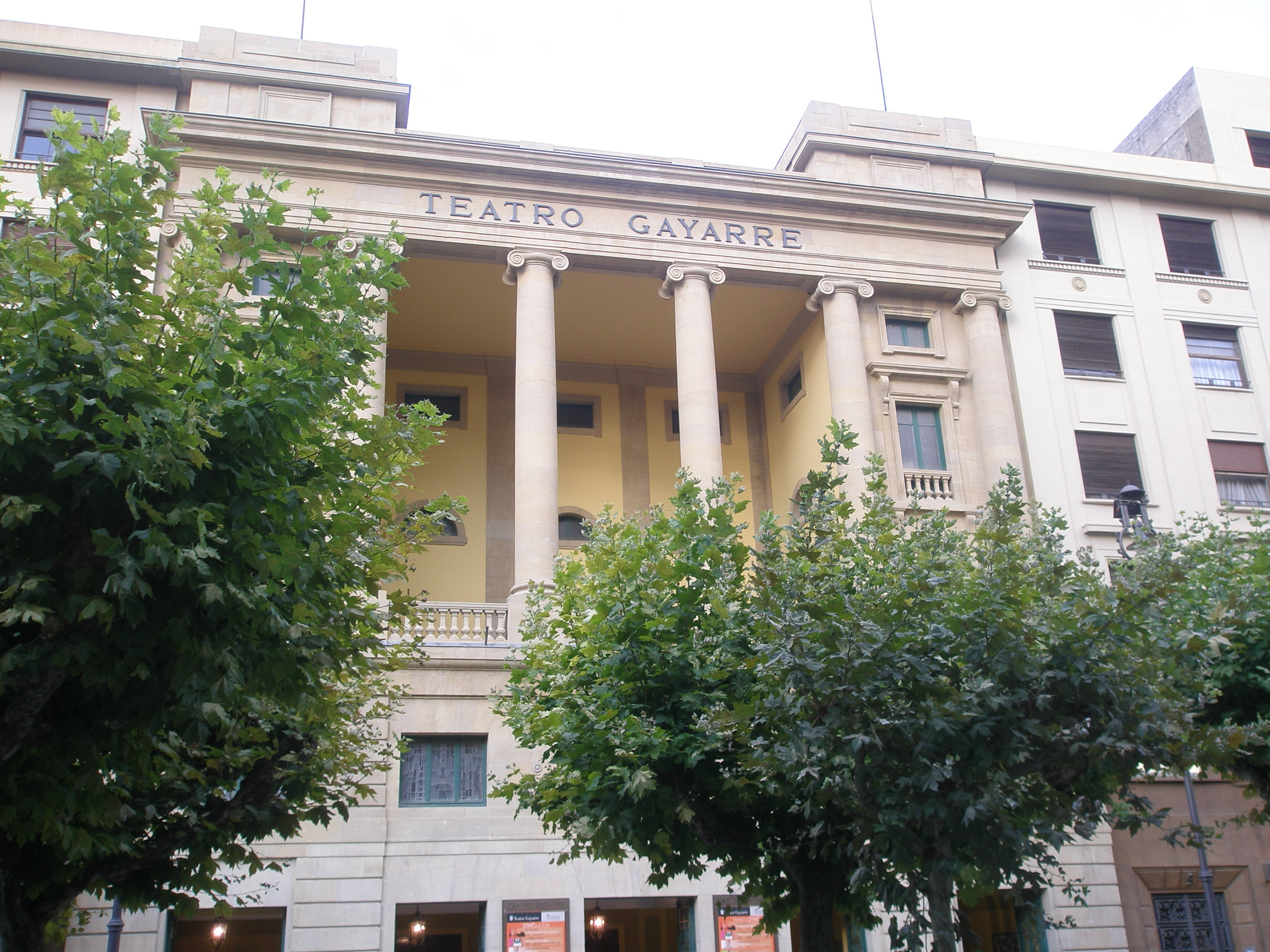
En el teatro Gayarre se dio la polémica asamblea donde finalmente se rechazó el Estatuto Vasco-Navarro el 19 de junio de 1932.

En este tiempo las contradicciones internas en Navarra se fueron poniendo de manifiesto en todos los partidos. Dentro de las derechas el Diario de Navarra y su director Garcilaso lo siguieron atacando, la Comunión Tradicionalista lo rechazaba por constitucional y ateo. El conde de Rodezno adoptaba una postura ambigua, en tanto que el diputado Joaquín Beunza lo apoyaba con entusiasmo. Otros sectores derechistas, como los representados por Rafael Aizpún y Miguel Gortari, que posteriormente fundarían y dirigirían el grupo cedista Unión Navarra, apoyaban el estatuto, aunque con reticencias. El PNV fue incondicional en su apoyo. Por su parte en las izquierdas, los socialistas lo rechazaron porque no había de traer para el Socialismo ventaja alguna en Navarra y sí numerosos inconvenientes aunque no de forma unánime pues el significado Constantino Salinas y el diputado David Jaime lo seguían apoyando. También había división en Acción Republicana (donde Mariano Ansó apoyaba el estatuto) y mayor aún en el Partido Republicano Radical Socialista donde la postura de Emilio Azarola llevó a la dimisión y baja de significados representantes.
Finalmente en la polémica asamblea del 19 de junio de 1932 se produjo el siguiente resultado:
| Navarra      | 109 | 135.582 | 38,72 |
| Álava        | 51  | 89.956  | 88,97 |
| Guipúzcoa    | 84  | 281.827 | 95,13 |
| Vizcaya      | 110 | 435.345 | 94,19 |
| Total        | 354 | 942.710 | 79,25 |
| En contra    |     |         |       |
| Navarra      | 123 | 185.666 | 53,04 |
| Álava        | 11  | 3.496   | 3,46  |
| Guipúzcoa    | 2   | 5.708   | 1,93  |
| Vizcaya      | 1   | 1.066   | 0,23  |
| Total        | 137 | 195.936 | 14,67 |
| Abstenciones |     |         |       |
| Navarra      | 35  | 28.856  | 8,24  |
| Álava        | 15  | 7.647   | 7,57  |
| Guipúzcoa    | 3   | 8.734   | 2,94  |
| Vizcaya      | 6   | 25.800  | 5,48  |
| Total        | 59  | 71.037  | 6,08  |

Las cifras quedaban muy lejos no solo de la mayoría simple, sino de los dos tercios del censo electoral exigidos por la enmienda aprobada en la asamblea enero de 1932. Incluso si, como documentó en 1977 Jimeno Jurío, existieron coacciones y votos opuestos que iban en contra del mandato favorable otorgado por algunos ayuntamientos (se produjeron reclamaciones denunciando la ilegalidad y nulidad de procedimienteos y resultados, que no fueron atendidas, dándose el resultado que se dio por definitivo), el rechazo del Estatuto era fruto de la falta de entusiasmo del carlismo, una vez que se excluía la cuestión religiosa y de la división que causaba el Estatuto conjunto tanto entre las derechas como en las izquierdas (en general, la Ribera se había pronunciado en contra del Estatuto). También influyó el carácter más "centralista" del proyecto de 1932, comparado con el carácter más "confederal" del de 1931, que daba más competencias a cada una de las provincias que formaban la entidad conjunta, y por tanto a Navarra (acta de la asamblea del 19 de junio de 1932).
A partir de entonces, el Partido Nacionalista Vasco siguió promoviendo el Estatuto conjunto, con el apoyo únicamente de algunos miembros de los partidos navarros republicanos y de izquierdas (que formaron una agrupación denominada "Acción Autonomista"), como Mariano Ansó, el cual, en las Cortes, elegido por Guipúzcoa, siguió defendiendo esta aspiración pero evitando "convertir a Vasconia y a Navarra en un coto cerrado de la reacción, donde sea imposible la convivencia de las ideas liberales".
El estatuto siguió su tramitación como estatuto solamente para las tres provincias Vascongadas, y sería finalmente aprobado en 1936, ya iniciada la guerra civil española.